# The Palace of Justice
The Palace of Justice es una banda de indie rock/folk formada en Londres en la primavera del 2009. La banda nace en el UCL a donde los miembros asistían a diferentes cursos. Su trabajo está influenciado por sonidos con tintes folk de bandas como Neutral Milk Hotel o Arcade Fire así como el indie rock tradicional de The Smiths o The Pixies.

## Historia
En el 2009 George Clarke asistía al curso de lenguas clásicas del UCL, allí conoció a Ed Sibley quien estudiaba Literatura. Inspirados en el trabajo de Arcade Fire, decidieron crear una banda que mezclara voces melodiosas, poesía y el formato clásico de rock: batería, bajo y guitarra. Para completar la banda reclutaron a Nick Harley en la batería quien también asistía al UCL a un curso de Ingeniería.
En el mismo 2009 se concentraron en un sótano de Worcestershire a grabar The Album of Justice, una colección de grabaciones tempranas, en las que primaba el estilo lo-fi y Hazlo tú mismo. Para 2010 la banda se embarcó en un viaje por Cataluña a bordo de un Ford Fiesta para tocar en la mayor cantidad de lugares posible. Este viaje ofreció a la banda nuevos horizontes musicales y artísticos, más cargados de aires mediterráneos e incluso árabes, los cuales se verían reflejados en sus composiciones futuras.
Para 2011, The Palace of Justice ya era un acto recurrente en el circuito de pubs y clubes de Camden Town, Tufnell Park, Covent Garden y Soho. A comienzos de este año sorprenden con el lanzamiento de su primer EP Meredith/Hourglass el cual contiene estas dos canciones, preferidas de sus seguidores. Este EP fue solamente el preludio a su primer álbum titulado Once and for All producido por el propio Nick Harley. Este álbum fue muy bien recibido por el circuito indie de Londres y fue acompañado de los videos para las canciones Gloria y Turnpike Lane.
Para 2012 grabaron un nuevo EP con canciones ya publicadas: Breathe a Word de The Album of Justice, Meredith de Meredith/Hourglass y Gloria de Once and for all. Este EP fue producido por Paul Tipler, quien ha trabajado con bandas como Placebo, Elastica y Eighties Matchbox B-Line Disaster. Para final de 2012 la banda emprendió un nuevo viaje, esta vez a Colombia, en una gira en la que visitaron las ciudades más importantes del país. 

## Discografía
- 2010 - The Album of Justice
- 2011 - Meredith/Hourglass (EP)
- 2011 - Once and for All
- 2012 - The Palace of Justice (EP)

## Miembros
- George Clarke (Guitarra y voces)
- Ed Sibley (Bajo y voces)
- Nick Harley (Batería)

## Enlaces
Sitio oficial de la banda
- Datos: Q6144991